# Paul et Virginie
Pour les articles homonymes, voir Paul et Virginie (homonymie).
 (août 2022).
- Si vous ne connaissez pas le sujet, laissez ce bandeau (vous pouvez alors contacter les auteurs).
- Si vous supprimez le contenu mis en cause (vous pouvez préalablement contacter les auteurs),

argumentez précisément cette suppression dans la page de discussion
(un manque de référence n'est pas un argument ; une recherche réelle de référence doit avoir été effectuée, être formellement documentée).
[[Fichier:Hercule Catenacci, Eventail "Paul et Virginie", vers 1840.jpg|alt=Eventail Paul et Virginie|vignette|Hercule Catenacci, Eventail "Paul et Virginie", vers 1840. Bibliothèque municipale du Havre. En ligne sur Nutrisco.]

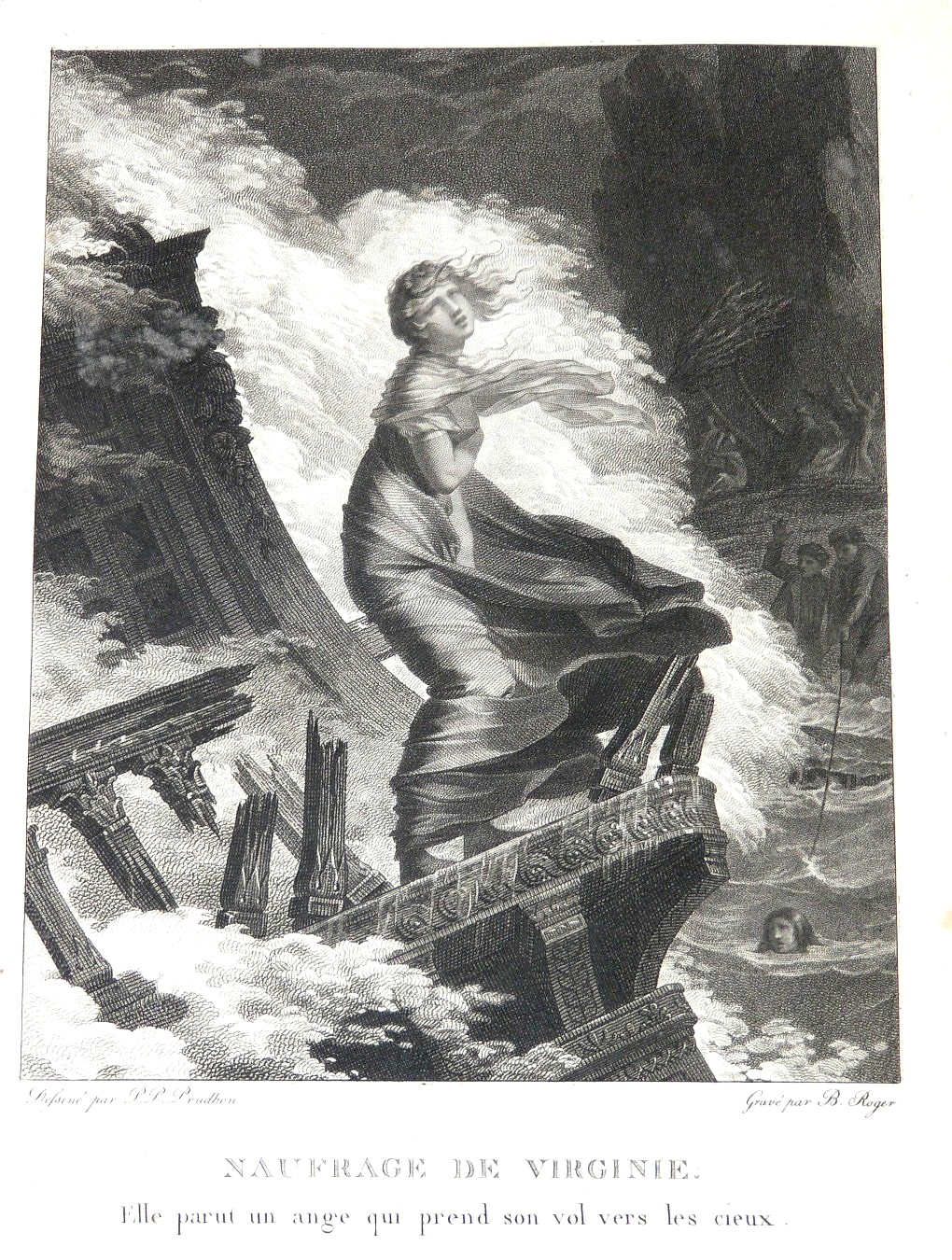
Le naufrage de Virginie, dessin de Pierre-Paul Prud'hon, dans l'édition Didot de 1806.

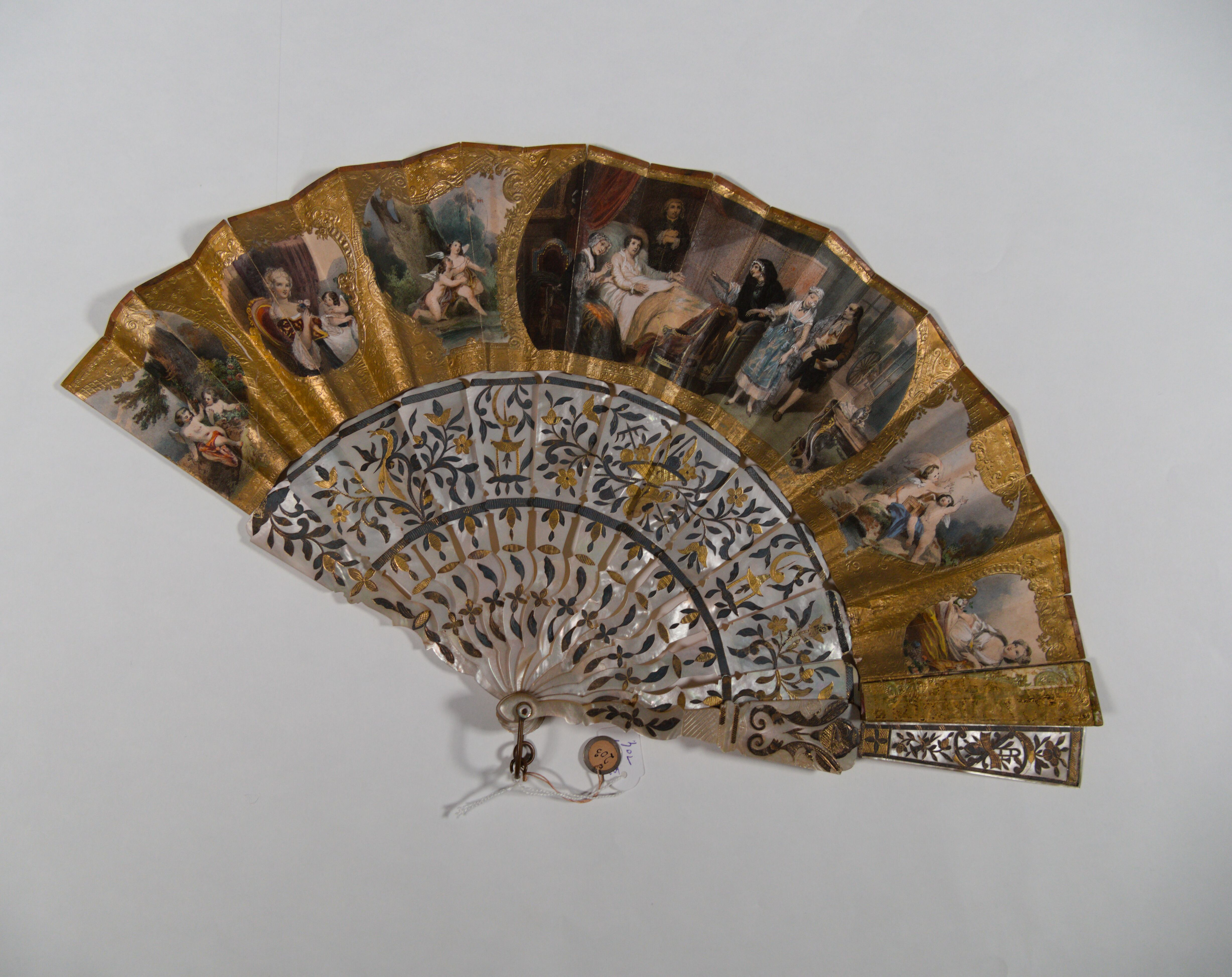
Hercule Catenacci, Eventail "Paul et Virginie", vers 1840. Bibliothèque municipale du Havre. En ligne sur [https://nutrisco-patrimoine.lehavre.fr/ark:/12148/btv1b10114462h/f6.item.r=%C3%A9ventail Nutrisco.

Paul et Virginie est un roman de Jacques-Henri Bernardin de Saint-Pierre, publié en 1788 dans le quatrième tome de ses Études de la nature, puis en volume séparé en 1789. Exemple du roman de la fin du XVIIIe siècle, il connut un immense succès qui dépassa les frontières.

## Source d'inspiration
Bernardin de Saint-Pierre avait cinquante ans quand il se décida à livrer Paul et Virginie au public. Cette œuvre était le fruit de ses observations, de ses méditations et de ses expériences. Il en a longuement médité la trame, les idées et la philosophie. Il avait rencontré dans l'Île de France lors de ses voyages une famille de colons où régnaient le bonheur, la paix et la santé. Cette famille fut le prototype du roman et l'Île de France son cadre.

## Résumé
L'histoire commence par être narrée par un jeune homme se trouvant en Isle de France (actuelle Île Maurice) à Port-Louis. Celui-ci aime se rendre dans un lieu où l'on observe deux petites cabanes. Un jour, il rencontre un vieil homme et lui demande qui a habité dans ces cabanes. La narration du vieillard commence alors. Il était l'ami de deux familles qui vivaient paisiblement dans ces cabanes. Malheureusement, ces dernières sont mortes mais elles étaient un modèle de vertu. Le jeune homme intéressé questionne le vieillard qui lui raconte l'histoire de Paul et de Virginie.

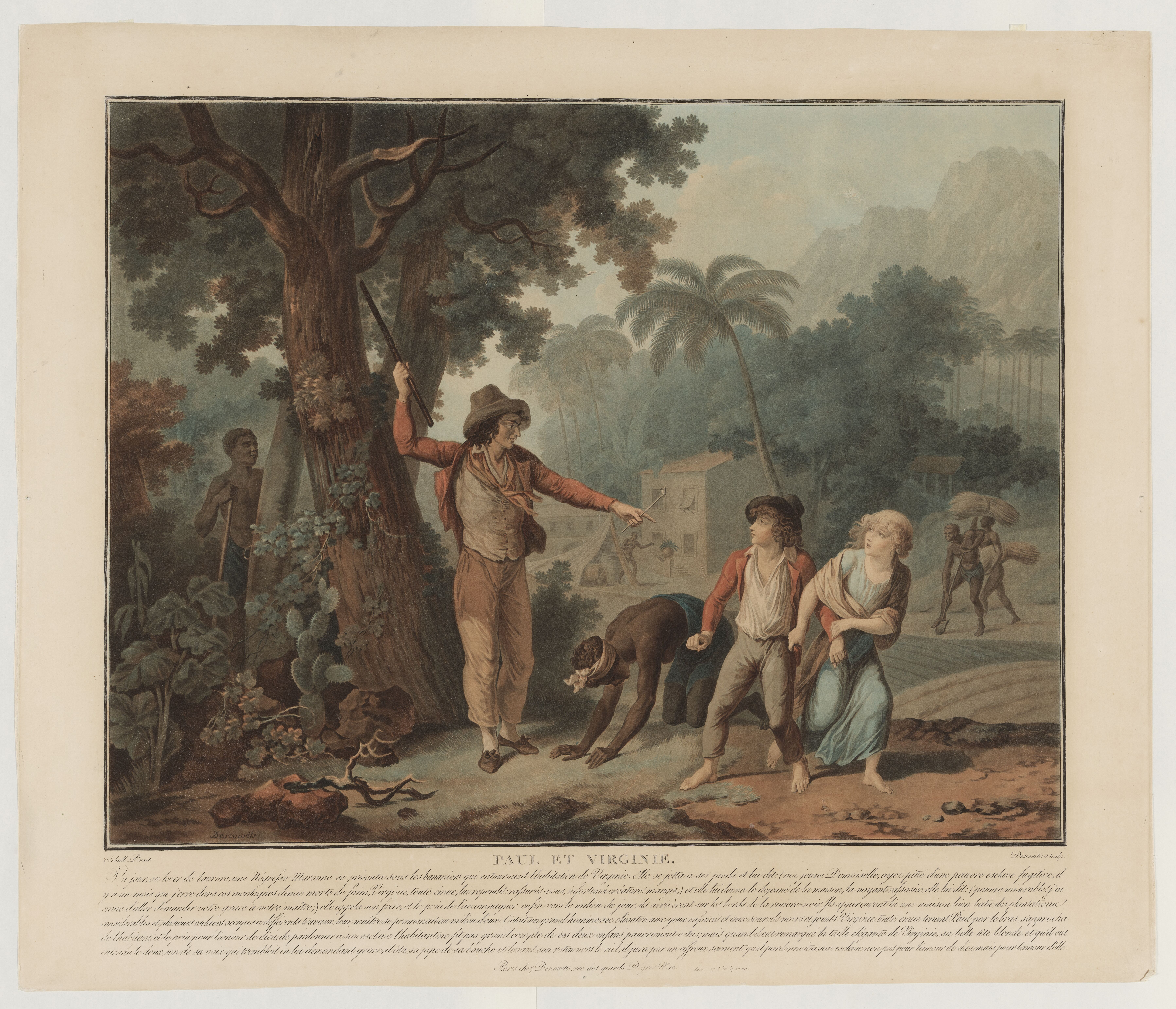
Jean-Frédéric Schall, La grâce de l'esclave dans Paul et Virginie, 1795. Estampe. Le Havre, Bibliothèque municipale. En ligne sur Nutrisco

Paul et Virginie sont élevés comme frère et sœur par deux mères monoparentales dans la splendeur naturelle des paysages tropicaux d'une île et dans l'isolement du reste du monde. Ils mènent une vie idyllique baignant dans la vertu, la simplicité et l'altruisme, vivant du travail de leurs mains et de ce que leur prodigue la nature.

Un moment important de la vie de Paul et de Virginie est la rencontre avec une esclave battue. En effet, un jour pendant que Marguerite et Madame de la Tour sont à la messe, Virginie et Paul, qui ont environ dix ou douze ans, voient accourir une esclave. Celle-ci leur explique qu'elle s'est enfuie de chez son maître qui la battait. Virginie entreprend donc de reconduire l'esclave chez son maître et de demander au maître le pardon de son esclave. Paul et Virginie reconduisent donc l'esclave qui est graciée. Ils partent rapidement car ce maître ne fait pas bonne impression à Virginie. Malheureusement, ils se perdent en essayant de revenir chez eux. Ils sont retrouvés par Domingue avec l'aide de Fidèle le chien. Domingue leur explique qu'en chemin, il a aperçu l'esclave que les deux enfants avaient voulu sauver sur un poteau portant un collier avec des pics. Ce passage est un moment très important du récit car il marque les jeunes enfants qui en reparlent adolescents.

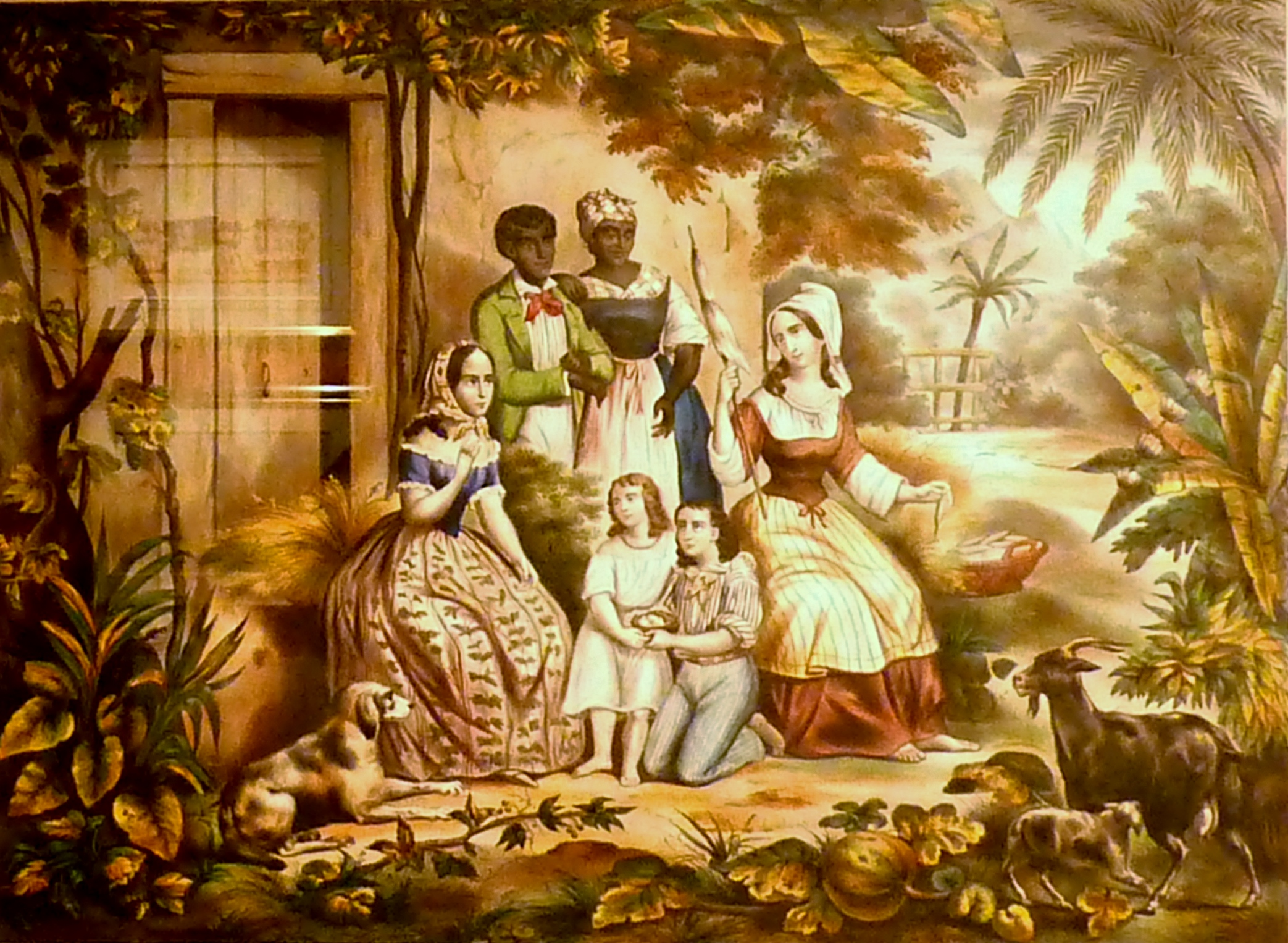
L'enfance de Paul et Virginie (estampe, fin XVIIIe siècle, Musée de la Compagnie des Indes).

Lorsque pointe l'adolescence, Virginie sent naître en elle un sentiment amoureux qu'elle ne sait encore nommer. Les deux mères s'entendent pour marier leurs enfants qui, de tout temps, se sont si bien entendus, mais jugent qu'il serait encore trop tôt pour ce faire. Sur ces entrefaites, la tante de Madame de la Tour, mère de Virginie, propose à celle-ci d'envoyer sa fille en France, où elle pourra bénéficier de son riche héritage. Or Madame de la Tour s'était justement coupée de sa famille parce qu'elle avait été rejetée par celle-ci en raison de sa relation avec le père de Virginie (mort depuis longtemps). Ce dernier était, en effet, de plus basse condition que Madame de la Tour. Monsieur et Madame de la Tour arrivés à l'Ile de France, Monsieur de la Tour s'était embarqué immédiatement pour Madagascar où il mourut, laissant sa femme au port de Saint-Louis. Remémorons-nous la rencontre entre Marguerite et Madame de la Tour et leurs conditions passées. En effet, lorsque Madame de la Tour et Marguerite font connaissance, Marguerite est déjà installée sur l'Ile avec Domingue. Marguerite est née dans une famille de paysans en Bretagne. Elle tombe amoureuse d'un gentilhomme qui lui promet de l'épouser mais il ne tient pas sa promesse. Marguerite décide de partir pour les colonies pour cacher sa faute. Elle allaite Paul quand Madame de la Tour, qui est enceinte, arrive. Madame de la Tour, elle, est accompagnée d'une esclave nommée Marie.
Après une longue hésitation, et songeant à l'utilité de séparer Paul et Virginie un certain temps avant leur union définitive, Madame de la Tour se laisse convaincre par sa tante, par le gouverneur et par l'évêque de l'île, de persuader Virginie de faire le voyage. Celle-ci se soumet par pure obéissance, la mort dans l'âme.
Pendant l'absence de Virginie, qui durera un peu plus de deux ans, Paul meurt d'ennui et d'inquiétude quant aux sentiments de Virginie à son endroit. Il apprend à lire et à écrire afin d'entreprendre une correspondance avec sa bien-aimée. Virginie écrit, elle aussi, plusieurs lettres que sa grand-tante ne fait pas envoyer. Par une ruse, Virginie réussit à faire parvenir une lettre après un an d'absence.
Lorsque Virginie, après une expérience malheureuse, revient finalement, le navire qui la ramène de France est pris dans une tempête et échoue sur les rochers sous les yeux de Paul qui tente vainement de la sauver des flots. Virginie décide, par pudeur selon l'auteur, de ne pas se déshabiller même si cela l'empêche de nager plus facilement et de se sauver. Quant à Paul, il ne tarde pas à succomber à la douleur de la perte de sa bien-aimée. Marguerite meurt après. Madame de la Tour finit elle aussi par mourir.

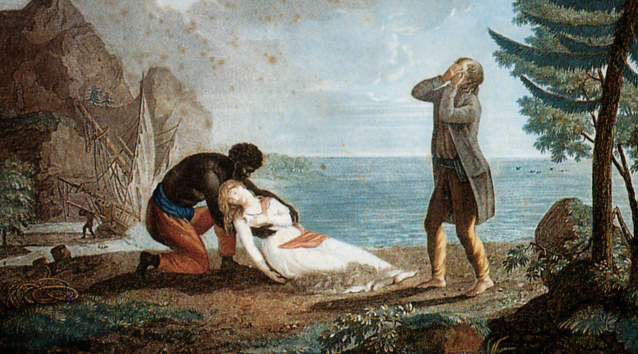
Augustin-Claude-Simon Legrand : La mort de Virginie (fin XVIIIe siècle).
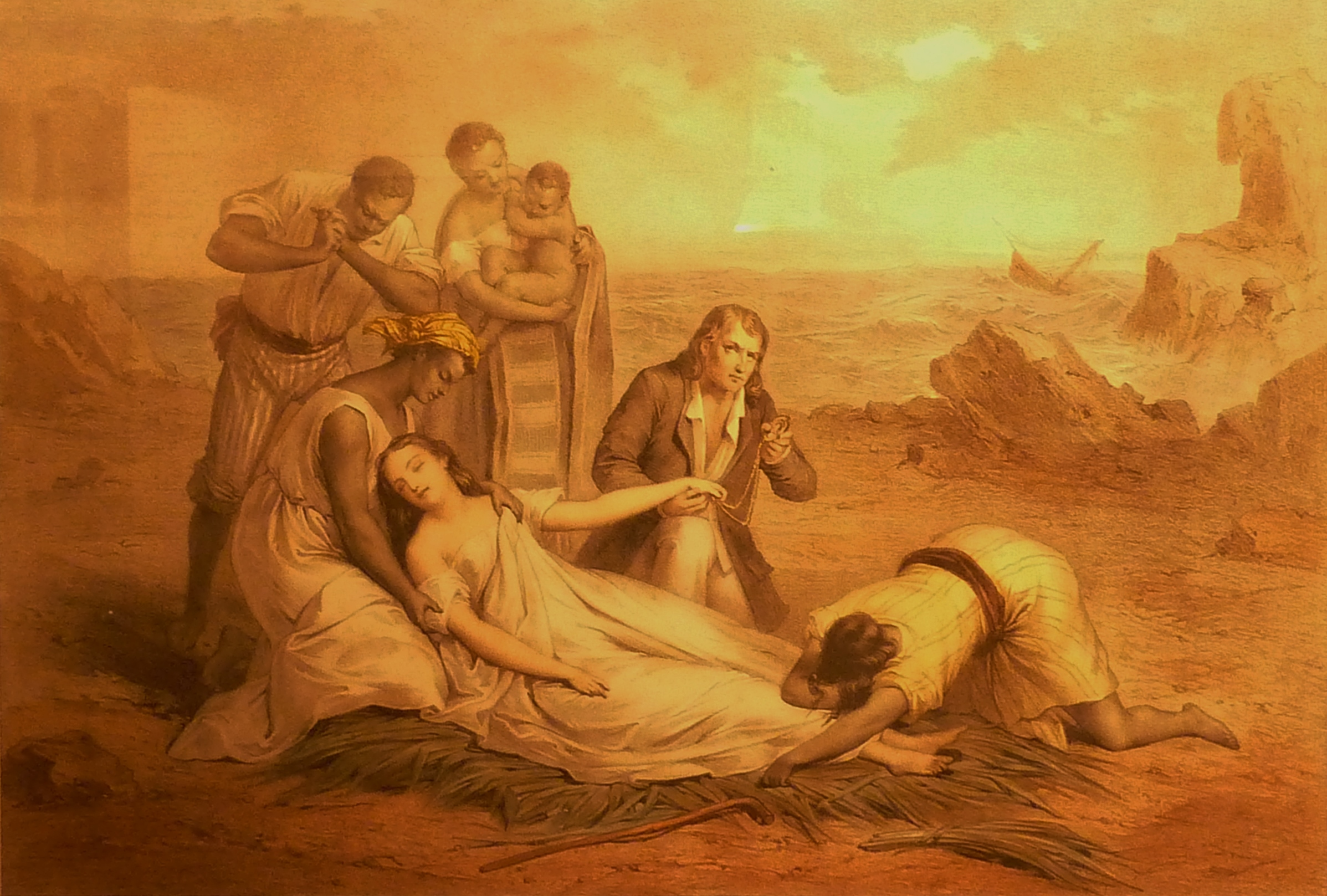
Turgis : Mort de Virginie (estampe, fin XVIIIe siècle).
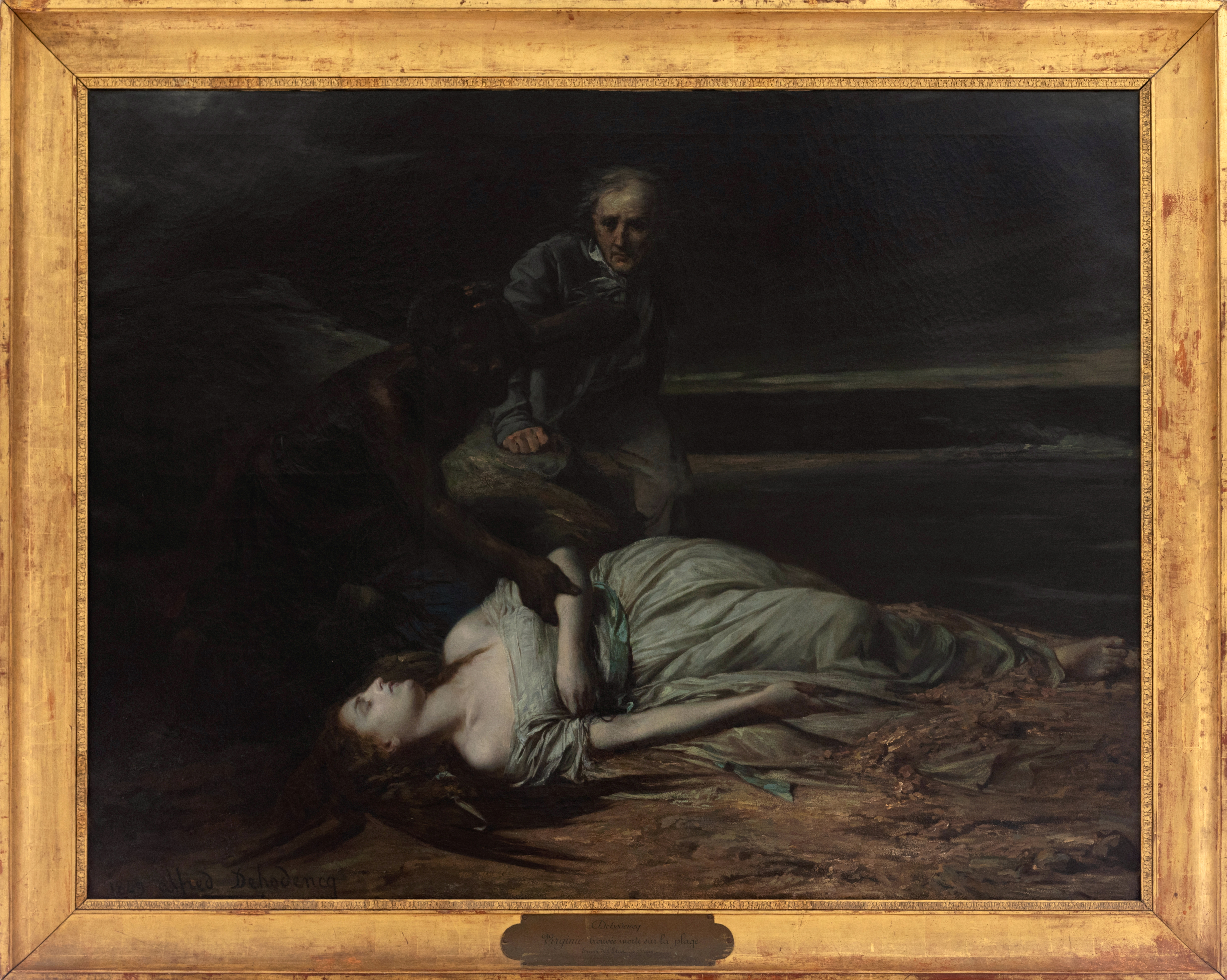
Alfred Dehodencq, Virginie retrouvée morte sur la plage, 1849, huile sur toile, coll. Musée de Dinan - Ville de Dinan.

## Personnages
- Paul, personnage principal
- Virginie, personnage principal
- Madame de la Tour, mère de Virginie
- Marguerite, mère de Paul
- Domingue, esclave
- Marie, esclave et compagne de Domingue
- Fidèle, chien
- Le vieillard anonyme, le narrateur au début du livre
- Bertrand-François Mahé de La Bourdonnais, gouverneur
- Le jeune homme, qui interroge le vieillard sur l'histoire des « deux cabanes abandonnées »

## Thèmes
Paul et Virginie décrit avec force les sentiments amoureux et la nostalgie du paradis perdu. L'auteur fut inspiré par ses amours déçues avec Françoise Robin. Au-delà du cadre exotique et de la description d'une société idyllique, Bernardin de Saint-Pierre expose dans ce roman sa vision pessimiste de l'existence. Ce roman est d'un registre pathétique.

### Évolution de leurs sentiments
Depuis leur toute petite enfance, Paul et Virginie se voient et sont élevés ensemble dès le berceau. Ils sont comme frères et sœurs. Leurs mères parlent déjà de leur mariage alors qu’ils sont encore petits et jouent tout le temps ensemble. Quand l’un des enfants était triste, on le faisait jouer avec l’autre. Quand on voyait un enfant, c’est que l’autre n’était jamais très loin. Ils sont très protecteurs l’un envers l’autre. A l’adolescence, Virginie va commencer à ressentir des sentiments envers Paul, elle comprend alors qu’elle en est amoureuse. Paul, cependant ne connait pas encore ce sentiment qui ne viendra pour lui que plus tard dans le livre lorsque Virginie partira en France.

### Représentation de la nature
L’auteur met en avant le fait que les enfants grandissent en harmonie avec la nature et dans un décor paradisiaque. Cet exotisme peut nous rappeler les mythes des enfants de la nature comme celui de Adam et Ève. La société dans laquelle ils vivent et évoluent semble être parfaite et chaque jour de leur vie est un vrai bonheur. Cette représentation nous décrit la vie loin des grandes métropoles comme un paradis ne ressemblant à rien de ce que l’on connaît. L’homme n’essaye pas de dompter la nature mais s’y adapte. C’est une nature qui n’a pas été pervertie (abimée, qui est encore vierge) par l’homme. Paul et Virginie sont réellement immergés dans la nature. Leur notion du temps est éloignée de celle des Occidentaux. Par exemple, ceux-ci comptent leurs années grâce à des arbres plantés au moment de leur naissance.

### Éducation
Paul et Virginie sont élevés comme des frères et sœurs par Mme de la Tour et Marguerite, ainsi que deux esclaves. Ils grandissent en harmonie avec la nature et sont heureux. Ils apprennent par eux-mêmes à reconnaître les oiseaux, les arbres, à vivre en cultivant la terre. Ils sont débrouillards et sont les élèves de la nature qui les entoure et se laissent imaginer des histoires sur ce qui leur environnement. Ils ont bénéficié d’une éducation purement naturelle, à l’écart du monde social, jusqu’au jour où la tante de Mme de la Tour reprend en main l’éducation de Virginie. Elle va alors découvrir ce qu’est la vie en métropole et aura des cours avec sa tante. Pendant ce temps, Paul apprendra à lire et à écrire.
La conclusion du roman montre Virginie victime de ses scrupules et de ses préjugés acquis lors de son éducation en France. C'est par une pudeur non conforme à la nature qu'elle se laisse mourir dans les flots.

## Extraits
- « Il y avait planté encore des pépins et des noyaux de badamiers, de manguiers, d'avocats, de goyaviers, de jacqs et de jamroses. La plupart de ces arbres donnaient déjà à leur jeune maître de l'ombrage et des fruits. Sa main laborieuse avait répandu la fécondité jusque dans les lieux les plus stériles de cet enclos. Diverses espèces d'aloès, la raquette chargée de fleurs jaunes fouettées de rouge, les cierges épineux, s'élevaient sur les têtes noires des rochers, et semblaient vouloir atteindre aux longues lianes, chargées de fleurs bleues ou écarlates, qui pendaient çà et là le long des escarpements de la montagne. »
- « Depuis le moment où le Saint-Géran aperçut que nous étions à portée de le secourir, il ne cessa de tirer du canon de trois minutes en trois minutes. M. de la Bourdonnais fit allumer de grands feux de distance en distance sur la grève, et envoya chez tous les habitants du voisinage chercher des vivres, des planches, des câbles, et des tonneaux vides. On en vit arriver bientôt une foule, accompagnés de leurs noirs chargés de provisions et d'agrès, qui venaient des habitations de la Poudre-d'Or, du quartier de Flaque et de la rivière du Rempart. Un des plus anciens des habitants s'approcha du gouverneur, et lui dit : « Monsieur, on a entendu toute la nuit des bruits sourds dans la montagne. Dans les bois, les feuilles des arbres remuent sans qu'il fasse de vent. Les oiseaux de marine se réfugient à terre : certainement tous ces signes annoncent un ouragan. — Eh bien! mes amis, répondit le gouverneur, nous y sommes préparés, et sûrement le vaisseau l'est aussi. »
- (Le vieillard, à Paul) « Pour vous, en rentrant en vous-même, vous n'avez rien à vous reprocher; vous avez été fidèle à votre foi. Vous avez eu, à la fleur de la jeunesse, la prudence d'un sage, en ne vous écartant pas du sentiment de la nature. Vos vues seules étaient légitimes, parce qu'elles étaient pures, simples, désintéressées, et que vous aviez sur Virginie des droits sacrés qu'aucune fortune ne pouvait balancer. Vous l'avez perdue; et ce n'est ni votre imprudence, ni votre avarice, ni votre fausse sagesse, qui vous l'ont fait perdre, mais Dieu même, qui a employé les passions d'autrui pour vous ôter l'objet de votre amour : Dieu, de qui vous tenez tout, qui voit tout ce qui vous convient, et dont la sagesse ne vous laisse aucun lieu au repentir et au désespoir qui marchent à la suite des maux dont nous avons été la cause. »

## Adaptations

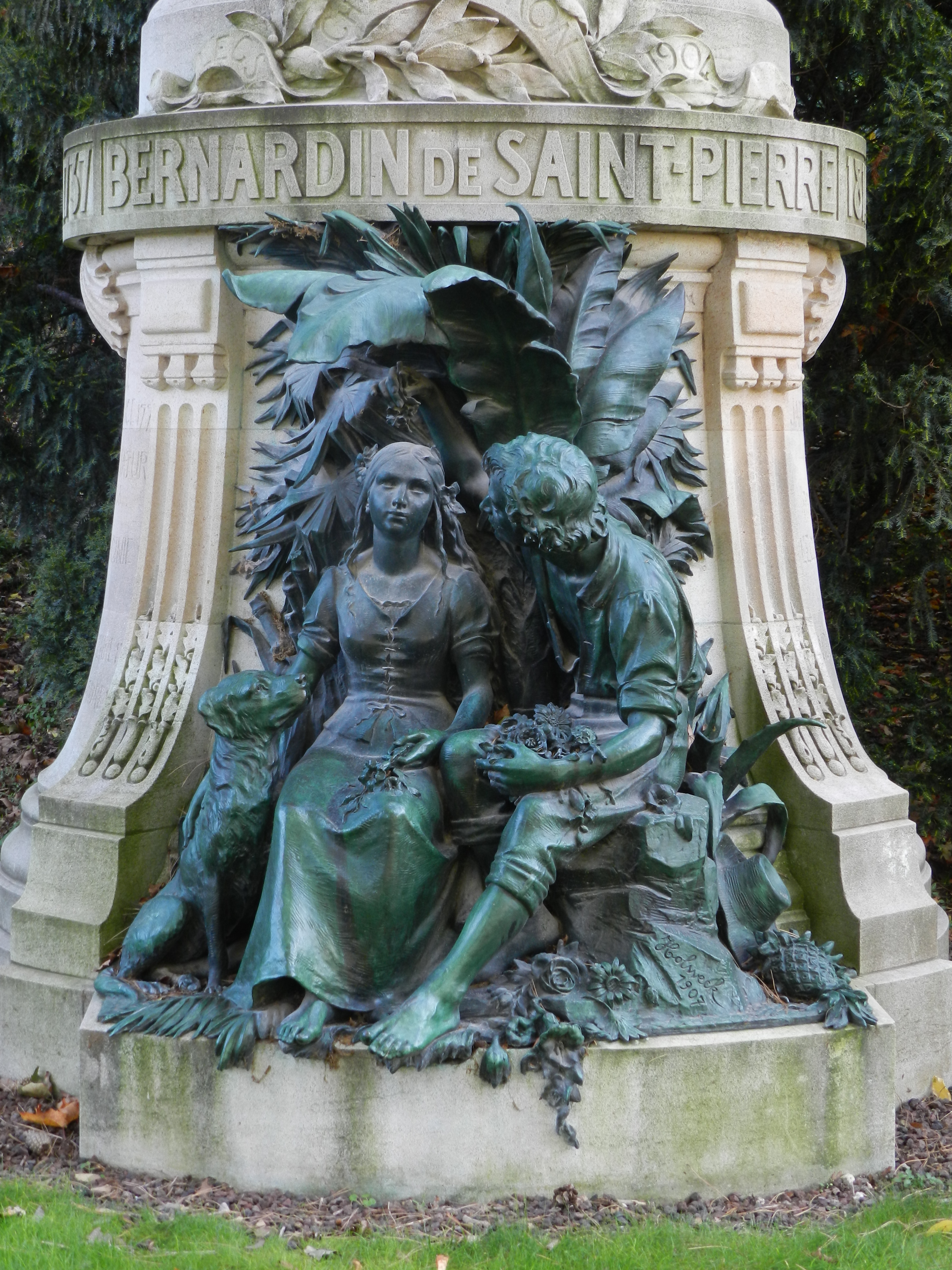
Paul et Virginie sur le monument de Bernardin de Saint-Pierre au Jardin des Plantes à Paris, par Louis Holweck.

- Paul et Virginie, pièce en 4 actes de Lucien Népoty et Edmond Guiraud d'après Bernardin de Saint-Pierre, musique d'Henri Rabaud, créée en 1922 au théâtre Sarah-Bernhardt ;
- Paul et Virginie, film de Robert Péguy sorti en 1924 ;
- Paul et Virginie, feuilleton télévisé de Pierre Gaspard-Huit diffusé en 1974 ;
- Paul et Virginie, comédie musicale de Jean-Jacques Debout créée en 1992.
- Paul et Virginie, bande dessinée de Shenaz Patel publiée en 2015.
- Pau e Virginia, revirada en occitan de Marc-Andrieu Jullian, Éditions des Régionalismes, publiée en 2023.

Les adaptations artistiques telles que des gravures ou des peintures étaient très en vogue aux XVIIIe et XIXe siècles tant le succès de Paul et Virginie était immense. Parmi elles, une réalisations en fer forgé au no 15 de l'Avenue Gustave-Flaubert, à Rouen (désormais 15 rue de Crosne).
Paul et Virginie est aussi une œuvre mondiale. Elle fut réadaptée par exemple par le romancier, nouvelliste et essayiste égyptien Moustapha Lutfi al-Manfaluti et intitulée "La Vertu" (en arabe : Al-Fadhila - الفضيلة). Cette adaptation a été un bestseller dans le monde arabe.

## Influence

### Romans
- Alexandre Dumas y fait référence dans Georges (1843) et dans Le Château d'Eppstein (1843).
- Sacatove (1846), de Leconte de Lisle, commence par un hommage au roman et à son auteur.
- Dans Un cœur simple (1877) Gustave Flaubert prénomme Paul et Virginie les deux enfants de madame Aubain, maîtresse de Félicité. Dans Madame Bovary (1856), le roman de Bernardin de Saint-Pierre est cité parmi les lectures d'Emma au couvent.
- Guy de Maupassant y fait une référence dans Bel-Ami et L'Ami Patience[réf. nécessaire].
- Honoré de Balzac cite le roman, sans en préciser l'auteur dans un premier temps, dans Le Curé de village : « l'un des plus touchants livres de la langue française [...] par la main du Génie », écrit-il[5]. Le romancier sera nommé plus loin : « [...] que le livre de Bernardin de Saint-Pierre lui avait fait concevoir de l'amour. »
- Alphonse de Lamartine y rend hommage dans son roman Graziella (1849), où la lecture du récit de Paul et Virginie occupe une place centrale. Il est également mentionné dans le premier chapitre de son roman Raphaël (1849).
- Des références à Paul et Virginie figurent dans le roman de J.M.G. Le Clézio, Le Chercheur d'or (1985).[réf. nécessaire]
- Des références à Paul et Virginie figurent dans les romans de George Sand Indiana et Consuelo.
- Natasha Soobramanien, Genie and Paul (2012)[6],[7]
- Italo Calvino fait référence au roman dans Le Baron Perché.

### Drame lyrique
- La musique n'est pas en reste : dès janvier 1794, au plus fort de la Révolution française, le compositeur Jean-François Le Sueur donna au Théâtre Feydeau un opéra intitulé Paul et Virginie, ou Le Triomphe de la vertu, drame lyrique en 3 actes, qui obtint un grand succès.
- Victor Massé, Paul et Virginie, opéra en 3 actes (1876, livret de Barbier et Carré)
- Henri Rabaud , musique de scène pour Paul et Virginie, Pièce de théâtre de Edmond Guiraud, d'après le roman de Bernardin de Saint Pierre (1922)
- Gianandrea Gavazzeni: Paolo e Virginia, 1935, livret de Mario Ghisalberti

### Chanson
- Jean-Jacques Debout, Redeviens Virginie, (1973).
- Céline Dion , Virginie Roman d'Amour (1985)

## Sources
- Joël Castonguay-Bélanger, « Le sort de Galilée : Paul et Virginie et la théorie des marées de Bernardin de Saint-Pierre », Eighteenth-Century Fiction, vol. 20, no 2, hiver 2007-2008, p. 177-196.  (ISSN 0840-6286)